# Itálie na Letních olympijských hrách 1960
Itálii na Letních olympijských hrách v roce 1960 v Římě reprezentovala výprava 280 sportovců (246 mužů a 34 žen) v 19 sportech.

## Medailisté
| Medaile | Jméno | Sport                | Soutěž                             |
| ------- | --- | -------------------- | ---------------------------------- |
| Zlato   | Livio Berrutti | Atletika             | Muži běh na 200 m                  |
| Zlato   | Luigi Arienti Franco Testa Mario Vallotto Marino Vigna | Cyklistika           | Družstvo mužů stíhací závod 4000 m |
| Zlato   | Sante Gaiardoni | Cyklistika           | Muži sprint                        |
| Zlato   | Sergio Bianchetto Giuseppe Beghetto | Cyklistika           | Muži tandem 2 000 m                |
| Zlato   | Sante Gaiardoni | Cyklistika           | Muži 1000 m s pevným startem       |
| Zlato   | Francesco Musso | Box                  | Muži do 57 kg                      |
| Zlato   | Nino Benvenuti | Box                  | Muži do 67 kg                      |
| Zlato   | Francesco De Piccoli | Box                  | Muži nad 81 kg                     |
| Zlato   | Raimondo D'Inzeo | Jezdectví            | Parkurové skákání – jednotlivci    |
| Zlato   | Giuseppe Delfino | Šerm                 | Muži kord                          |
| Zlato   | Giuseppe Delfino Alberto Pellegrino Carlo Pavesi Edoardo Mangiarotti Fiorenzo Marini Gianluigi Saccaro                                                                                      | Šerm                 | Družstvo mužů kord                 |
| Zlato   | Danio Bardi Giuseppe D'Altrui Franco Lavoratori Gianni Lonzi Rosario Parmegiani Eraldo Pizzo Dante Rossi Amedeo Ambron Salvatore Gionta Luigi Mannelli Brunello Spinelli Giancarlo Guerrini | Vodní pólo           | Turnaj mužů                        |
| Zlato   | Antonio Bailetti Ottavio Cogliati Giacomo Fornoni Livio Trapè | Cyklistika           | Muži časovka družstev              |
| Stříbro | Primo Zamparini | Box                  | Muži do 54 kg                      |
| Stříbro | Carmelo Bossi | Box                  | Muži do 71 kg                      |
| Stříbro | Alessandro Lopopolo | Box                  | Muži do 60 kg                      |
| Stříbro | Aldo Dezi Francesco La Macchia | Kanoistika           | Muži C-2 1 000 m                   |
| Stříbro | Piero D'Inzeo | Jezdectví            | Parkurové skákání – jednotlivci    |
| Stříbro | Tullio Baraglia Renato Bosatta Giancarlo Crosta Giuseppe Galante | Veslování            | Muži čtyřka bez kormidelníka       |
| Stříbro | Alberto Pellegrino Luigi Arturo Carpaneda Mario Curletto Aldo Aureggi Edoardo Mangiarotti                                                                                                   | Šerm                 | Družstvo mužů fleret               |
| Stříbro | Galliano Rossini | Sportovní střelba    | Muži trap                          |
| Stříbro | Giovanni Carminucci | Sportovní gymnastika | Muži bradla                        |
| Stříbro | Livio Trapè | Cyklistika           | Muži silniční závod jednotlivců    |
| Bronz   | Giuseppina Leoneová | Atletika             | Ženy běh na 100 m                  |
| Bronz   | Abdon Pamich | Atletika             | Muži chůze 50 km                   |
| Bronz   | Valentino Gasparella | Cyklistika           | Muži sprint                        |
| Bronz   | Giulio Saraudi | Box                  | Muži do 81 kg                      |
| Bronz   | Sebastiano Mannironi | Vzpírání             | Muži do 60 kg                      |
| Bronz   | Raimondo D'Inzeo Piero D'Inzeo Antonio Oppes | Jezdectví            | Parkurové skákání – družstvo       |
| Bronz   | Fulvio Balatti Romano Sgheiz Franco Trincavelli Giovanni Zucchi Ivo Stefanoni | Veslování            | Muži čtyřka s kormidelníkem        |
| Bronz   | Bruna Colombettiová Velleda Cesari Claudia Pasini Irene Camberová Antonella Ragnová-Lonziová                                                                                                | Šerm                 | Družstvo žen fleret                |
| Bronz   | Wladimiro Calarese | Šerm                 | Muži šavle                         |
| Bronz   | Wladimiro Calarese Giampaolo Calanchini Pierluigi Chicca Roberto Ferrari Mario Ravagnan | Šerm                 | Družstvo mužů šavle                |
| Bronz   | Giovanni Carminucci Pasquale Carminucci Gianfranco Marzolla Franco Menichelli Orlando Polmonari Angelo Vicardi                                                                              | Sportovní gymnastika | Družstvo mužů                      |
| Bronz   | Franco Menichelli | Sportovní gymnastika | Muži prostná                       |
| Bronz   | Antonio Cosentino Antonio Ciciliano Giulio De Stefano | Jachting             | Třída Dragon                       |